# Can Julià de la Riera
Can Julià de la Riera és una obra del municipi de Sant Esteve Sesrovires (Baix Llobregat) inclosa en l'Inventari del Patrimoni Arquitectònic de Catalunya.

## Descripció
La masia està formada per un edifici central de planta rectangular i tres plantes. A la part de davant hi ha un ampli pati tancat per un mur que l'envolta i que té entrada per una porta modernista. Al costat de la tanca, adossat, hi ha una petita casa del segle xviii, que actualment no està habitada.

## Història
La casa és documentada des del 1692. Ha sofert moltes transformacions, entre les quals destaca la darrera, feta amb estil modernista.